# 윤왕선

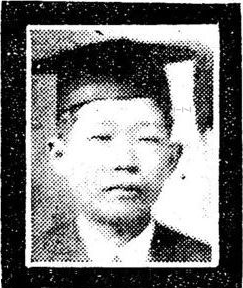
윤왕선

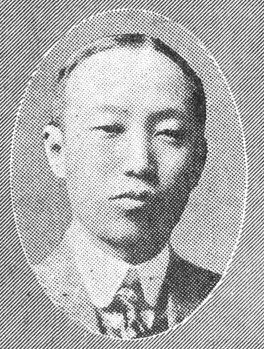
아버지 윤치오

윤왕선(尹旺善, 1902년 1월 ~ 1926년 8월 20일)은 대한제국과 일제강점기의 교육자, 사회 사업가 윤치오(尹致旿)의 셋째 아들이며, 의학자 겸 정치인 윤일선의 셋째 남동생이다. 대통령을 지낸 윤보선의 사촌 동생이다. 일본 출신.
일본에서 출생, 귀국 후 경성 교동보통학교를 졸업한 후 보성고등학교를 거쳐 연희전문학교로 진학했다. 연희전문학교 졸업 후 미국에 유학, 헤이스팅스 칼리지에 입학하였다. 그러나 헤이스팅스 칼리지 졸업을 3일 앞두고 병으로 사망한다.
그가 위독하자 그의 숙부로 프린스턴 대학교에 유학중이던 숙부 윤치영이 달려와 그에게 피를 수혈하였고, 그의 친구의 아버지인 미국인 피인 박사 역시 혈액형이 일치하여 자신의 피 500g을 뽑아 수혈하였으나 효과를 보지 못하였다.

## 같이 보기
- 윤치오
- 윤치호
- 윤치소
- 윤일선
- 윤치영
- 윤승선